# Robert Balser
Robert Edward "Bob" Balser (25 de març de 1927 – 4 de gener de 2016) fou un animador i director d'animació americà. És conegut per ser el director d'animació de la pel·lícula Yellow Submarine (1968), basada en la música dels Beatles. També va dirigir l'animació Den, una seqüència de la pel·lícula Heavy Metal (1981).

## Biografia
Robert Balser va néixer el 25 de març de 1927 a Rochester, Nova York. Es va mudar a Los Angeles amb els seus pares, on va fer la secundària i es va matricular al Chouinard Institut d'Art. Va servir a l'oficina de l'Armada dels Estats Units de Serveis Estratègics (O.S.S.) a Nova York durant els anys 1945 i 1946.
Acabada la guerra, Balser, gràcies a una llei que beneficiava els veterans de guerra que havien tornat, la G. I. Bill of Rights, va estudiar a la Universitat de Califòrnia de Los Angeles (UCLA), on es va graduar en art publicitari i va guanyar un Bachelor of Arts el 1950. Durant el seu últim any a l'UCLA Balser es va haver de matricular a una classe d'animació per poder-se graduar. Aquesta classe era impartida per l'animador de Disney Bill Shull, el qual li va despertar el seu interès per l'animació. Bob Balser va decidir seguir amb les classes d'animació i va crear tres pel·lícules com a projectes de fi de curs: Old King Cole, Richard Corey i I Like to See It Lap the Miles. Aquests tres films van ser més tard estrenats pel Departament d'Arts de l'Escola d'UCLA de Teatre, Film i Televisió.
Balser va conèixer a la seva dona, Cima, mentre estudiava a l'UCLA. Bob i Cima Balser es van casar el 25 de juny de 1950, just una setmana després de graduar-se.

### Carrera
Robert Balser va començar a treballar com a autònom per a la televisió fent anuncis i documentals. L'any 1950 va treballar fent layouts per la productora Wright Norman. El dissenyador gràfic Saul Bass el va contractar per fer l'animació dels crèdits de la pel·lícula Around the world in Eighty Days, que es va estrenar el 1956.
El 1959 Balser i la seva dona van deixar Los Angeles durant sis mesos sabàtics. Van comprar dos bitllets senzills des de Nova York a Le Havre (França). A Europa, els Balser van obtenir passis de premsa per Cannes, Moscou i pel Festivals de Cinema de Venècia. Allí hi van escriure crítiques de pel·lícules per la Filmar Trimestral, una revista de cinema de l'UCLA. Al cap de cinc mesos es van quedar sense ingressos, però per sort els va sortir una feina amb Laterna Films a Copenhaguen, Dinamarca. Es van mudar a Finlàndia un any més tard, on van fundar el departament d'animació Fennada-Filmi, actualment desaparegut. Moltes de les seves pel·lícules a Fennada-Filmi van guanyar premis. Abans de tornar a Copenhaguen, van viatjar a Itàlia i Alemanya Occidental.
El 1964 Balser va dirigir El Sombrero, un curtmetratge d'animació escrit per Alan Shean i produït per Estudios Moro, una empresa de producció espanyola.
El projecte pel qual és més conegut és el llargmetratge de l'any 1968 Yellow Submarine, del que Robert Balser i Jack Stokes foren els director d'animació. També van crear els storyboards per les seqüències animades de la pel·lícula. El pressupost total de Yellow Submarine va ser menys d'un milió de dòlars.
Després de l'èxit de Yellow Submarine, Balser va fundar una empresa de producció a Barcelona, Pegbar Produccions, on va produir pel·lícules d'animació i sèries per a televisió. Balser va crear per a la cadena ABC Jackson 5ive, una sèrie de dibuixos animats que es va emetre durant una temporada el 1971 i 1972. L'any 1979 col·laborà a la pel·lícula televisiva The Lion, the Witch and the Wardrobe, va produir la sèrie infantil de la BBC Barney i va participar en diversos episodis de The Charlie Brown and Snoopy Show, que es va emetre per la CBS a mitjans dels anys vuitanta. També va dirigir més de 175 anuncis televisius i documentals que es van emetre per tot Europa i fins i tot van arribar a Iran.
Bob Balser va formar part de la junta directiva de l'Association Internationale du Film d'Animation (ASIFA) des del 1978 al 1994, i va ajudar a establir ASIFA-Espanya el 1980. L'any 1986 Balser i la seva dona es van unir a quatre altres parelles per crear una escola a Barcelona: la Benjamin Franklin International School. Actualment, la seva escola té més de 500 estudiants.
El 1993, Robert Balser va tancar els Estudis Pegbar Produccions, la seva empresa de producció a Barcelona. Llavors dirigí Les tres bessones, una sèrie catalana d'animació a partir dels dibuixos de Roser Capdevila produïda per l'estudi barceloní Cromosoma. Balser va deixar Espanya l'any 1996 i va traslladar-se al Caire durant diversos mesos, on va treballar com a assessor d'animació per l'empresa International Executive Service Corporation. Després d'això va anar a Ankara, Turquia, i s'hi va estar durant dos anys per dirigir una sèrie televisiva que s'emetia a Alemanya i als Estats Units.
El 1999 Robert Balser es va retirar a Marina del Rey, Califòrnia, un suburbi costaner de Los Angeles. Allà va exercir d'assessor i conferenciant. També va col·laborar a les "Short film and Animation Feature Branch" de l'Acadèmia de les Arts i les Ciències Cinematogràfiques i va continuar sent un membre actiu de la British Academy of Film and Television Arts (BAFTA).
El desembre de 2015 va ser hospitalitzat per un problema respiratori. Finalment, va morir per complicacions d'aquesta malaltia al centre mèdic de Cedres-Sinai (Los Angeles, Califòrnia) el 4 de gener de 2016, als 88 anys.
El 16 de gener de 2016 es va celebrar el seu funeral al Marina City Club en Marina del Rey, Califòrnia.